# اچ‌ام‌اس ام۲۸
اچ‌ام‌اس ام۲۸ (به انگلیسی: HMS M28) یک کشتی بود که طول آن ۱۷۷ فوت ۳ اینچ (۵۴٫۰۳ متر) بود. این کشتی در سال ۱۹۱۵ ساخته شد.